# Kostel svaté Máří Magdalény (Horní Město)
Kostel svaté Máří Magdalény v Horním Městě u Rýmařova je renesanční stavbou severského typu z let 1611-1612, rozšířený v letech 1659-1660 a později upravován. Původně byl kostel evangelický. Zachovaný interiér je cenným odkazem umělecké výzdoby luterských kostelů.  V roce 1741 byla přistavěna kaple sv. Anny, vyzdobená obrazy J. K. Handkeho a J. Zinka z roku 1766. V interiéru kostela jsou fresky z roku 1746 (Ignác Oderlický). Kostel je kulturní památkou České republiky.

## Historie
Horní Město bylo součástí rabštejnského panství, které v roce 1583 zakoupili Hoffmanové a začali osídlovat kraj německými protestantskými horníky. Horní město se rozrůstalo a byla sem převedena farnost, která původně byla ve Skalách. Předchůdcem nynějšího kostela byl dřevěný kostelík. V letech 1611–1612 nechal postavit kamenný farní kostel Andreas (Ondřej) Hoffmann z Grünbüchlu a Střekova. Dne 9. září 1659 byl kostel zapálen bleskem, shořela střecha a strop. V roce 1660 byl kostel obnoven. V roce 1702 byla přistavěna věž a do jejího portálu vsazen pískovcový portál, kde je tato historie zaznamenána. V roce 1697 byla postavena fara. V roce 1741 byla k pravé straně presbytáře přistavěna kaple sv. Anny. Do roku 1842 byl kolem kostela hřbitov. V letech 1865–1866 byla provedena generální oprava fary a přistavěno první patro. Do roku 1945 se na faře vystřídalo 27 farářů a administrátorů a 67 kaplanů.
Kolem kostela byl do roku 1842 hřbitov, Druhý hřbitov byl založen na okraji města, pohřbívání na tomto hřbitově bylo zakázáno v roce 1952.

### Program záchrany architektonického dědictví
V rámci Programu záchrany architektonického dědictví bylo v letech 1995-2014 na opravu památky čerpáno 4 230 000 Kč.
| rok    | 2008  | 2009 | 2010 | 2011 | 2012 | 2013 | 2014 |
| ------ | ----- | ---- | ---- | ---- | ---- | ---- | ---- |
| částka | 1 000 | 500  | 500  | 810  | 420  | 400  | 600  |

## Popis
Jednolodní renesanční plochostropý kostel v závěru s hranolovou věží. V roce 2000 byla opravena střecha kaple a v roce 2001 byl objekt stažen ocelovými lany, aby se zabránilo dalšímu narušení statiky  vlivem otřesů blízké frekventované silnice.

### Zvony
V kostelní věži původně zavěšeny tři zvony, V průběhu první světové války byly všechny rekvírovány pro vojenské účely. V roce 1923 byly pořízeny nové zvony, které opět byly rekvírovány v období druhé světové války. Zbyl jen jeden malý zvon. V roce 1962 byl do věžičky na střeše kaple sv. Anny zavěšen malý zvon, který byl přenesen z kaple ve Ferdinandově. V roce 2002 byly opraveny a uvedeny do chodu věžní hodiny.

## Interiér
V kněžišti hlavní oltářní obraz představuje Obrácení sv. Maří Magdalény u stolu farizea Šimona, který namaloval J. K. Handke v roce 1768. Další dva obrazy od téhož autora byly umístěny na bočních oltářích. Na levém je obraz Panna Marie Karmelská podává ochranný škapulíř Šimonu Stockovi a na pravém byl obraz Ošetřování sv. Šebestiána. Tento obraz byl přenesen do šumperského muzea a na jeho místo instalován obraz sv. Šebestiána od Josefa Hübsche. 
V kostele jsou dvě empory nad sebou, v zadní části slouží jako kůr. Empory jsou dřevěné zdobené přírodními ornamenty a malbou s výjevy Poslední večeře Páně a Křížové cesty od malíře Weintritta. 
Na kůru se nacházely původně malé varhany, které byly nahrazeny v roce 1716 většími od varhanáře Halbicha z Města Libavé. Z těchto varhan se dochovala vyřezávaná a zlacená skříň. V roce 1953 byly zakoupeny nové varhany v Písku. 
Na klenbě kaple sv. Anny byla v letech 2000–2001 restaurována nástěnná malba od Ignáce Oderlického.